# Жданов, Владимир Георгиевич
Влади́мир Гео́ргиевич Жда́нов (род. 25 мая 1949, село Белово, Топчихинский район, Алтайский край, СССР) — российский общественный деятель, председатель «Союза борьбы за народную трезвость», популяризатор псевдонаучных методов избавления от употребления алкоголя, табака и восстановления зрения. Не имеет ни биологического, ни медицинского образования. Один из авторов проекта «Общее дело».

## Биография
Родился в семье военного врача. В 1966 году окончил физико-математическую школу при Новосибирском Академгородке с золотой медалью.
В 1966—1967 годах работал кочегаром сушильной печи на кирпичном заводе в г. Мары Туркменской ССР.
В 1967—1972 годах учился на физическом факультете Новосибирского государственного университета.
В 1972—1984 годах работал научным сотрудником Института автоматики и электрометрии Сибирского отделения Академии наук СССР.
В 1980 году получил степень кандидата физико-математических наук по специальности «Оптика». Тема диссертации: «Фотоиндуцированная анизотропия в плёнках халькогенидных, стеклообразных полупроводников».
В 1984—1988 годах работал старшим преподавателем кафедры общей физики Новосибирского государственного педагогического института.
В 1983 году, после изучения доклада Ф. Г. Углова «О медицинских и социальных последствиях употребления алкоголя в СССР», принял решение максимально ознакомить людей с этим докладом. В этом же году стал одним из руководителей неформального трезвеннического движения СССР. Был одним из учредителей общественной организации «Международная академия трезвости».
В 1988 году стал инициатором и одним из организаторов общественной организации Союз борьбы за народную трезвость. В 1988—2008 годах — заместитель председателя Союза (председатель — академик Ф. Г. Углов). Впоследствии В. Г. Жданов стал председателем Союза.
В 1994 году, применив метод Бейтса, В. Г. Жданов, по его словам, восстановил собственное зрение, избавившись от дальнозоркости. С этого же года он начал заниматься изучением, совершенствованием и распространением этого метода, дополненного методикой Г. А. Шичко. Начал проводить лекции о восстановлении зрения в разных городах бывших стран СССР. Организовал курсы восстановления зрения, дополнив «метод Бейтса-Шичко» использованием пищевых добавок.
В 1997 году окончил психологический факультет Новосибирского государственного педагогического университета по специальности «Практическая психология».
В 2000 состоялось первое выступление В. Г. Жданова на тему восстановления зрения в Москве. Проводилось в кинотеатре «Ашхабад». На лекцию пришло более тысячи человек.
С 2000 года занимал должность профессора и заведующего кафедрой практической психологии и психоанализа в негосударственном образовательном учреждении «Сибирский гуманитарно-экологический институт» в Новосибирске. Точную дату прекращения работы в данном учреждении В. Г. Жданов не указывает, однако пишет, что «в 2005 году погиб ректор СибГЭИ, новый ректор не смог сохранить институт, и он был закрыт». Жданов также указывает, что с 2007 года стал жить в Москве, а не в Новосибирске. Согласно проверке А. Л. Дворкина, в 2007 году по указанному адресу никакого института не существовало. Статус учреждения «Сибирский гуманитарно-экологический институт» остаётся не вполне ясным. Учреждение существовало с 1997 по 2011 год (ликвидировано по решению суда) и с 2002 по 2011 годы имело своё печатное издание — газету «Здравствуй, человек!» (№ ПИ 12-1017). В то же время, согласно данным Национального аккредитационного агентства в сфере образования, указанное учреждение лицензию на осуществление образовательной деятельности учреждений высшего профессионального образования не получало.
С 2007 года проживает в Москве, заведует кафедрой практической психологии в региональной общественной организации содействия координации сотрудничества славянских народов «Славянская академия наук, образования, искусств и культуры».
Женат. Есть две дочери и две внучки.

## Общественная деятельность
В. Г. Жданов в СМИ и лично представляется президентом Международной ассоциации психоаналитиков (МАП). Данная организация имеет российское происхождение, является неформальной и ненаучной, не имеет отношения к всемирно известной Международной психоаналитической ассоциации (МПА), основанной З. Фрейдом, и декларирует лишь узкий круг задач (избавление от табачно-алкогольной зависимости и исправление зрения). По словам Жданова, он и его соратники опираются на работы советского психофизиолога Г. А. Шичко и хирурга Ф. Г. Углова.
Также, представляясь перед аудиторией на лекциях, он указывает, что является профессором общественной организации «Международная славянская академия», вице-президентом общественной организации «Международная академия трезвости» и сопредседателем общероссийского движения «Трезвая Россия». В данном случае титул профессора является внутренней должностью в общественной организации и не имеет отношения к учёному званию профессора или должности преподавателя высшего учебного заведения.
Жданов сотрудничает с различными трезвенническими организациями, такими как Российское общественное движение «Трезвая Россия», «Трезвый Башкортостан», «Трезвая Сибирь».

## Лекции Жданова

### Тематика лекций Жданова
Жданов относит себя к сторонникам идеи трезвости и в своих выступлениях опирается на теорию, разработанную Ф. Г. Угловым, Г. А. Шичко и рядом других пропагандистов трезвости (например, на обширную практику доктора медицинских наук К. Г. Башарина). Впоследствии Жданов стал опираться на следующие наработки Г. А. Шичко: методика избавления от вредных привычек методом Шичко и словарь Шичко.
Основные темы лекций и выступлений Жданова:
- обретение трезвости, комплексное избавление от употребления «умеренных доз алкоголя», табакокурения и приёма других веществ, обладающих наркотическими свойствами (основная масса выступлений);
- восстановление зрения;
- экстрасенсорика;
- вред дрожжевого хлеба;
- закаливание холодной водой;
- мёд;
- лечебное голодание;
- теневое правительство.

В 1985 году Г. А. Шичко подверг В. Г. Жданова критике. Будучи единомышленником Жданова в том, что касается трезвости, Шичко характеризовал его как хорошего оратора и согласился с рядом его тезисов. Например, по мнению Шичко, Жданов обоснованно подверг критике проалкогольную составляющую сюжетов в фильмах «Ирония судьбы, или С лёгким паром» и «Семнадцать мгновений весны». Однако Г. А. Шичко признавал неприемлемыми используемые в то время Ждановым методы пропаганды:

Ознакомился с магнитофонограммой и текстом лекции Жданова. Очень расстроился, в ней много искажений. Наша сила в правде, только с нею мы утвердим трезвость в стране, мы не имеем права фальшивить, допускать неточности, делать архи-левацкие выпады. Всё это ослабляет нас и, что особо важно, уродует сознание слушателей, сознание, являющееся самым ценным приобретением человека. Самое большое право людей — право на правду и на защиту от лжи. Самое тяжкое гражданское преступление — посягательство на это право.

### Трезвость как центральная идея деятельности Жданова
По словам участника Союза борьбы за народную трезвость, доктора медицинских наук патологоанатома К. Г. Башарина, центральное место в деятельности Жданова занимает идея трезвости, причём трезвость трактуется Ждановым с точки зрения Г. А. Шичко, то есть как свобода от алкогольной, табачной и другой наркотической зависимости на подсознательном уровне и от фактического употребления любых наркотических веществ. Поэтому главенствующее положение в описании деятельности Жданова занимает теория трезвости и сочетание подтверждений данной теории с её критикой. Башарин пишет, что данная позиция Жданова иногда подвергается критике как «необоснованная», поэтому в своей статье «Научное обоснование трезвости. Опыт западных коллег» Башарин анализирует ряд крупных западных исследований, с которыми согласуется идея трезвости, пропагандируемая Ждановым, и приходит к выводу, что мнение Жданова как минимум согласуется с научными исследованиями.

### Проект «Общее дело»
В 2009 году на Первом канале был показан цикл телепередач о трезвости «Общее дело». Цель проекта — разработка мер, направленных на преодоление критической ситуации, связанной с алкогольной проблемой в России. Авторами проекта выступили Архимандрит Тихон (Шевкунов) и В. Г. Жданов.

### Курсы восстановления зрения
Жданов проводит курсы восстановления зрения на основе метода Бейтса, дополненного методикой Г. А. Шичко («метод Бейтса-Шичко»). На курсах продаются методологические материалы и пищевые добавки, которые рекомендуются Ждановым в качестве вспомогательного средства для ускорения восстановления зрения, но их приём не является обязательным.

### Другие темы лекций Жданова
В своих лекциях Жданов рассказывает о существовании экстрасенсов, которые чувствуют «ауру человека», которую разрушают сквернословие, алкоголь, курение и тяжёлая музыка.
Относительно псевдонаучной теории телегонии В. Г. Жданов использует следующие выражения: «Телегония — важнейшая наука. Поважнее математики».
Практически в каждой лекции Жданов рассказывает о вреде термофильных дрожжей и хлеба на их основе.
Жданов является пропагандистом закаливания холодной водой, в том числе и по системе «Детка» Порфирия Иванова.
В своих лекциях Жданов делит продукты питания на три группы: «белки» (например, мясо), «живая пища» (например, фрукты) и «углеводы» (например, хлеб). Далее он говорит, что для переваривания «белков» нужна кислая среда, а для переваривания «углеводов» — щелочная. Поэтому сочетание продуктов этих двух классов вредно. Теория раздельного питания в настоящее время специалистами отвергается как ненаучная.
Некоторые противники Жданова считают, что его лекции наполнены не только псевдонаучными высказываниями, но и антисемитизмом. Вот что говорит Жданов о евреях: «Почему нас не жалко уничтожить? Те евреи, которые из Канады, из Австралии, из Америки, они спокойно берут ребёнка годовалого за ноги и головой бьют об угол дома. Спокойно совершенно. Они лишнего врага убили, который им не нужен».
В своих лекциях Жданов активно рекламирует БАД «Ветом»: «Этот препарат от всех мыслимых и немыслимых на Земле болезней (чума, холера, гепатит, туберкулёз, любые формы гриппа, атипичная пневмония, сибирская язва, укус энцефалитного клеща) — при любых болезнях он поднимает у человека иммунную защитную систему, поднимает иммунитет».
Также Жданов активно пропагандирует лечение людей продуктами пчеловодства.

## Критика

### Со стороны учёных
Руководитель отделения детской наркологии Национального научного центра наркологии — филиала Национального медицинского исследовательского центра психиатрии и наркологии имени В. П. Сербского Министерства здравоохранения Российской Федерации Алексей Надеждин, отметив, что ему «очень нравятся лекции» В. Г. Жданова, указал на тот факт, что склеивание эритроцитов (которое Жданов ставит на первое место) — лишь один из факторов, негативно сказывающихся на головном мозге, а главным фактором является прямое токсическое воздействие этанола на нервные клетки путём воздействия на клеточные мембраны. Надеждин согласен со словами Жданова о том, что «человек, который выпил, на следующее утро мочится своим мозгом».
Доктор медицинских наук, заместитель директора Московского научно-практического центра наркологии Олег Бузик в беседе с корреспондентом журнала «Нескучный сад» отметил: «Аргументы Жданова — это страшилки, основанные на подмене понятий». Кроме того, О. Бузик критически отнёсся к тому, что Жданов, по его словам, «часто крайне неуважительно отзывается о наркологических больных».
Денис Новиков, практикующий психолог и доцент Высшей школы психологии, оценил приёмы, используемые Ждановым на своих лекциях, как психические манипуляции и «элементарное кодирование». Новиков считает, что данные лекции часто рассчитаны не столько на алкоголиков, сколько на их родственников, которые там «находят выход своим чувствам, в том числе и агрессии, которая скапливается от жизни с алкоголиком».
Также критично отнесся к методам Жданова и Главный нарколог РФ Е. А. Брюн. В частности, во время онлайн-конференции «Как выстроить свои взаимоотношения с алкоголем», он заявил:

Некий экстремизм есть во всяких областях, и в том числе в наркологической теме. Жданов относится к экстремистским антиалкогольным кругам. Он продолжатель дела академика Углова. Они утверждали даже, что «евреи споили Россию кефиром и чёрным хлебом».
— 
Кандидат биологических наук, старший научный сотрудник Института проблем передачи информации имени А. А. Харкевича РАН, член Комиссии РАН по борьбе с лженаукой Александр Панчин в своей интернет-рецензии на фильм В. Жданова «Скрытая правда» пишет, что данный фильм «не просто антинаучен, а содержит грубейшие искажения фактов, граничащие с откровенной ложью», и оспаривает множество утверждений Жданова, сделанных в фильме. По его мнению, В. Г. Жданов «не ознакомился даже со школьным уровнем биологии, не говоря уже о том, чтобы изучить что-то из современной научной литературы».
Дважды (2017, 2019) на научно-просветительском форуме «Учёные против мифов» номинировался на антипремию «Почетный академик ВРАЛ», однако ни разу не входил в тройку финалистов.

### Со стороны Русской православной церкви
В. Г. Жданов называет себя православным. Часть лекций и интервью В. Г. Жданова посвящены его взглядам на использование вина в православной традиции и роли Православной церкви в движении за трезвость, которую он считает уникальной. В частности, Жданов, ссылаясь на книгу адвентистского теолога С. Баккиоки «Вино в Библии», проводит мысль о том, что слово «вино», упоминаемое в Священном Писании, зачастую означало в древности «виноградный сок».
Взгляды В. Г. Жданова вызвали в православной среде неоднозначную реакцию.
Согласно оценке диакона Максима Плякина, магистра техники и технологии, члена Межсоборного присутствия РПЦ, поскольку метод Жданова «сводится к воспитанию у слушателя стойкого отвращения к самому процессу попадания в организм каких-либо продуктов брожения вне зависимости от алкогольной крепости вещества», то для православного христианина, который при Причащении принимает Тело и Кровь Христову в виде хлеба и вина, абсолютный запрет на алкоголь, по сути, эквивалентен запрету причащаться. Кроме того, Максим Плякин считает, что наличие в лекциях Жданова оккультной терминологии («повреждение биополя», «перекачка энергии» и т. п.) для православного человека недопустимо.
Точку зрения Максима Плякина поддержал и развил А. Л. Дворкин. В своём докладе «Оккультно-сектантский характер антиалкогольного учения В. Г. Жданова» Дворкин утверждает, что лекции Жданова имеют коммерческую основу, а также подвергает критике как методы их пропаганды, так и запрет на употребление вина и дрожжевого хлеба. Дворкин критикует взгляды Жданова на употребление вина в православной Церкви, в частности, то, что под вином следует понимать виноградный сок, указывая на найденные им противоречия в рассуждениях Жданова и прямые библейские указания на этот счёт. По мнению Дворкина, «православные просветительские организации, занимающиеся борьбой с алкоголизмом и пьянством, не должны сотрудничать с В. Г. Ждановым и возглавляемыми им организациями». Кроме того, он указывает на то, что взгляды Жданова не только отличаются вопиющей антинаучностью, но и являются антихристианскими и антицерковным, несмотря на уверения в собственной православности.
Диакон Григорий Григорьев, клирик храма Рождества Иоанна Предтечи, доктор медицинских наук считает:

Владимир Георгиевич Жданов несомненно яркий и искренний пропагандист и трибун трезвости. Но всё же, я считаю, что безграмотность вернётся и ударит по движению трезвости. Зачем фантазировать, что человек, выпив, будет писать мозгами, если достаточно объективных научных факторов в пользу трезвости? Пропагандировать трезвость нужно, но идеи должны соответствовать здравому смыслу и физиологическому устройству человека. Но если кто-то после лекций Жданова бросит пить и придёт в храм, значит и этот подход иногда эффективен и имеет право на существование. Многих, конечно, смущало, что он хулит вино — продукт, который на евхаристии пресуществляется в Кровь Христову. Но я слышал, что он сам стал причащаться, надеюсь, что это поможет ему подкорректировать свою позицию, и он не будет хулить вино. Ну и хотелось бы, чтобы люди боролись за трезвость без помощи антинаучных фантазий. А самое важное, чтобы лечение заканчивалось в храме Божьем. Человек бросил пить и пришёл в храм — это и есть момент истины.
— 
Игумен Анатолий (Берестов), доктор медицинских наук, считает:

Жданов с большим энтузиазмом читает свои лекции, хотя мне показалось, что он не обладает большими знаниями в области религии, христианства, православия, а некоторые его медицинские высказывания вызывают улыбку, но тем не менее он молодец, что так рьяно борется с пьянством и алкоголизмом. Я знаю, что его лекции приносят большую пользу…
— 
В публикациях православного интернет-журнала «Русская неделя» указывается, что «лекции г-на Жданова весьма напоминают действия сектантов, которые борются не за духовное освобождение человека от пагубного греха, которое возможно только через покаяние и участие в Церковных таинствах, а с „материальным“ источником зла», и «попытка совместить ждановскую идеологию с православием неизбежно поставит человека в неестественное положение».

## Участие в передачах
В. Г. Жданов выступает на телевидении на тему алкоголизма, в том числе детского, в частности, принимал участие в передаче «Экспертное мнение» на KM.TV, передаче «Общее дело» на Первом канале, в программе Максима Шевченко «Судите сами», посвящённой делу Егора Бычкова, в программе «12 игрок».

## Награды
- Золотая медаль РАЕН имени И. И. Мечникова «За вклад в укрепление здоровья наций»,
- Медаль РАЕН (ЕАЕН) имени Пауля Эрлиха

## Основные работы
Книги
- Жданов В. Г., Троицкая С. И. Алкогольный террор. — СПб.: Питер, 2010. — 256 с.
- Великая алкогольная война против России. — М.: Роса, 2010. — 80 с.
- Углов Ф. Г., Искаков Б. И., Жданов В. Г., Маюров А. Н., Искаков А. Б. и др. Отрезвление России // К 100-летию академика Ф. Г. Углова / Под ред. Б. И. Искакова. — М.: МСА, 2004.

Видеолекции
- Пора снимать очки (О восстановлении зрения по методу Шичко-Бейтса), 2009
- Верни себе зрение (О восстановлении зрения по методу Шичко-Бейтса, 6 занятий), 2005.
- Алкогольный террор против России, 2004
- Алкогольный террор против Святой Руси, 2005
- Алкогольная и наркотическая агрессия против России, 2005
- Русский крест, 2006
- Беседа о хлебе насущном
- Беседа в телепередаче «Открытая студия»
- Путь к трезвости, 2008
- Экономика и глобализация